# James Steuart (amiral)
James Steuart (1678 – 30 mars 1757) est un officier de la Royal Navy. Après la mort de son père lors du siège de Derry, Steuart et ses frères et sœurs sont élevés par leur oncle et leur tante, riches et bien connectés en politique.
Steuart commande le HMS Greyhound, vaisseau de quatrième rang, pendant la guerre de Succession d'Espagne, puis commande le HMS Aldborough, sixième rang, au large des côtes écossaises pendant le soulèvement jacobite.
Steuart devient commandant en second d'une flotte de 25 navires britanniques et néerlandais envoyés au secours d'une escadre et d'un convoi britanniques bloqués dans le Tage par une escadre française de Brest pendant la guerre de Succession d'Autriche. La flotte britannique et néerlandaise réussit à repousser les Français, qui se retirent sans coup férir face à la supériorité de leurs flottes.

## Jeunesse

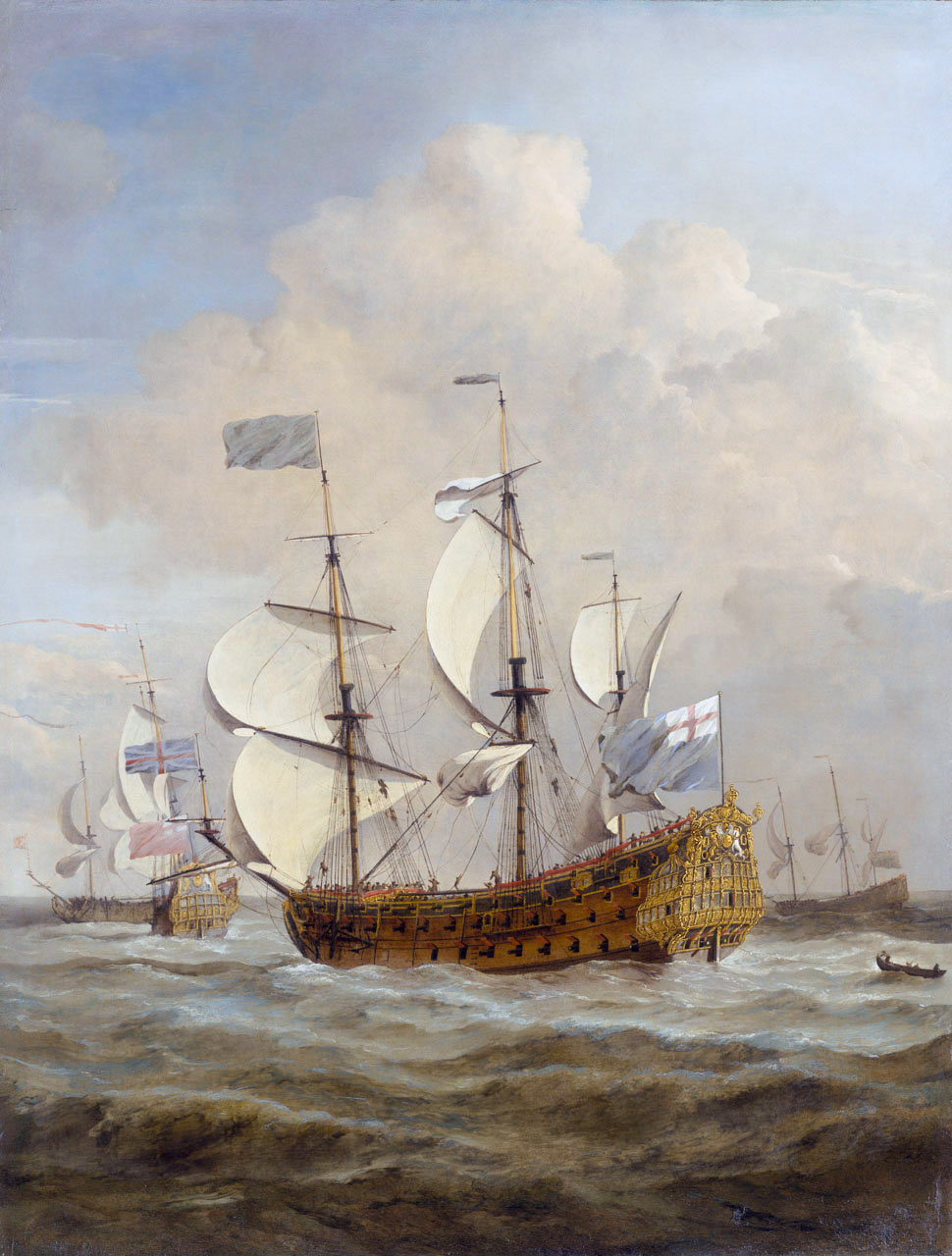
La galère royale HMS Royal Anne que Steuart commande lors de l'escorte du roi George Ier à son retour de Hanovre en 1717.

Il est le fils du captain James Steuart, tué en combattant pour l'armée du roi Guillaume III au siège de Derry au printemps 1689. Steuart et ses frères et sœurs furent (sept) sont adoptés par leur oncle, le général William Steuart et sa première épouse Katherine FitzGerald, vicomtesse Grandison, grand-mère du Premier ministre Pitt l'Ancien. Son oncle, marié deux fois mais sans enfant, choisit par la suite James Steuart comme exécuteur testamentaire.
Steuart s'engage dans la Royal Navy comme volontaire en 1697, à l'âge de dix-neuf ans, et réussit son examen de lieutenant en décembre 1701, à vingt-trois ans. Promu capitaine le 14 janvier 1709, il reçoit le commandement du HMS Greyhound, navire de quatrième rang, pendant la guerre de Succession d'Espagne. Il est ensuite nommé commandant du HMS Dartmouth, navire de quatrième rang, dans la flotte méditerranéenne, puis du HMS Aldborough, navire de sixième rang, au large des côtes écossaises, pendant la révolte jacobite. Il commande ensuite la galère royale HMS Royal Anne, alors qu'elle fait partie de l'escadre de l'admiral Matthew Aylmer escortant le roi George Ier à son retour de Hanovre en 1717.
Stuart reçoit le commandement du HMS Cumberland, navire de troisième rang, dans la Manche en novembre 1740. À bord du HMS Cumberland, il escorte le HMS Prince of Orange, navire de troisième rang, et le HMS Superb, navire de quatrième rang, jusqu'à Lisbonne dans le cadre de missions de protection pendant la guerre de Succession d'Autriche. Il est élu député de Weymouth et Melcombe Regis en 1741 et, toujours à la tête du HMS Cumberland, il embarque pour les Antilles au début de 1742.

## Commandement supérieur

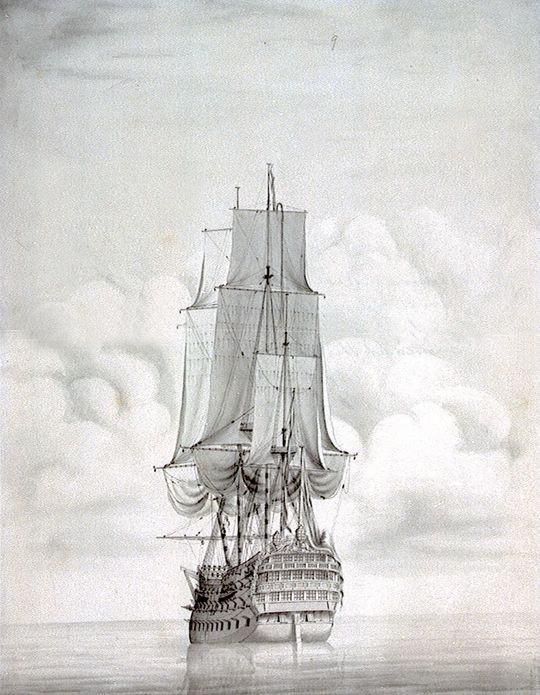
Le HMS Duke, navire amiral de Steuart, commandant en second d'une flotte envoyée au secours d'une escadre et d'un convoi britanniques bloqués dans le Tage.

Steuart est promu rear admiral le 10 avril 1742.Avec son pavillon à bord du HMS Duke, navire de second rang, il devient commandant en second d'une flotte de 25 navires britanniques et néerlandais, envoyée sous le commandement de l'amiral Sir John Balchen pour secourir une escadre et un convoi britanniques, commandés par le vice-amiral Sir Charles Hardy, bloqués dans le Tage par une escadre française de Brest. La flotte britannique et néerlandaise réussit à repousser les Français, qui se retirent sans coup férir face à la supériorité de leurs flottes, et le convoi de Hardy est escorté jusqu'à Gibraltar.
Promu vice admiral le 23 juin 1744, Steuart devient Commander-in-Chief, Portsmouth en 1745. Promu admiral le 15 juillet 1747 et admiral of the fleet le 22 novembre 1750, il meurt à son domicile de Lower Brook Street, à côté de Hanover Square, à Londres, le 30 mars 1757. 

### Sources
- Richard Harding, The Emergence of Britain's Global Naval Supremacy: The War of 1739-1748, Boydell Press, 2013 (ISBN 978-1843838234, lire en ligne)
- Tony Heathcote, The British Admirals of the Fleet 1734–1995, Pen & Sword, 2002 (ISBN 0-85052-835-6)
- Joseph Chester, The marriage, baptismal, and burial registers of the collegiate church or abbey of St. Peter, Westminster, London, 1876 (lire en ligne)